# كاميرون ستيل
كاميرون ستيل (13 سبتمبر 1995 في الولايات المتحدة - ) (بالإنجليزية: Cameron Steel)‏ هو لاعب كريكت بريطاني. لعب مع نادي مقاطعة ميدلسكس للكريكت ‏ ونادي مقاطعة دورهام للكريكت ‏ وDurham University Centre of Cricketing Excellence ‏.

## وصلات خارجية
- كاميرون ستيل على موقع إي آس بي آن كريك إنفو (الإنجليزية)